# 200% lupo
200% lupo (200% Wolf) è un film d'animazione australiano del 2024 diretto da Alexs Stadermann.
Il film è il sequel del film del 2020 100% lupo ed è basato sul romanzo Lupo al 100% di Jayne Lyons.

## Trama
La storia segue le avventure di Freddy Lupin, un giovane appartenente a una famiglia di lupi mannari, destinato a diventare il leader del branco. Tuttavia, al compimento del suo quattordicesimo anno, invece di trasformarsi in un possente lupo, si ritrova inaspettatamente nel corpo di un barboncino rosa. 
Determinato a ottenere il rispetto del suo branco e a dimostrare il suo valore, Freddy desidera ardentemente diventare un vero lupo mannaro. Nel tentativo di realizzare questo sogno, evoca gli spiriti lunari, ma il suo desiderio ribelle provoca uno squilibrio nell'ordine cosmico, mettendo a rischio la Terra e la Luna. Con l'aiuto della cagnolina Batty e di un piccolo spirito lunare dispettoso, Freddy intraprende un'avventura per ripristinare l'equilibrio naturale e salvare il mondo da una possibile catastrofe. 
Il film esplora temi come l'accettazione di sé, il valore della diversità e l'importanza di assumersi la responsabilità delle proprie azioni, offrendo un messaggio educativo attraverso una narrazione avvincente e visivamente leggera.